# Oberhessische Versorgungsbetriebe
Die Oberhessische Versorgungsbetriebe AG (OVAG) ist ein regionaler Energie- und Wasserversorger mit Sitz in Friedberg (Hessen). Der Rechtsvorgänger der OVAG wurde vor über 100 Jahren gegründet. Die OVAG ist Teil des OVVG-Konzerns, der sich durch seine Anteilseigner Wetteraukreis, Vogelsbergkreis und Landkreis Gießen zu einhundert Prozent in kommunalem Eigentum befindet. Zum Kerngeschäft gehören die Beschaffung, Erzeugung und der deutschlandweite Vertrieb von Strom und Erdgas. Weitere wichtige Geschäftszweige sind die Trinkwasserversorgung, Wärmedienstleistungen und der Ausbau von erneuerbaren Energien. Dazu zählen der Bau und Betrieb von Windkraft- und Photovoltaikanlagen sowie von Nahwärmenetzen mit Biomassefeuerung und Blockheizkraftwerken.
Als Energiedienstleister engagiert sich die OVAG zudem im Versorgungsgebiet im Bereich E-Mobilität und berät Kunden auch in Sachen Energieeffizienz. Im Rahmen der Energieberatung und eines eigenen Förderprogramms werden zahlreiche Energiedienstleistungen angeboten, wie z. B. Checks für Heizungen oder Photovoltaikanlagen. Des Weiteren bietet die OVAG für den energiewirtschaftlichen und kommunalen Bereich verschiedene Services an, die beispielsweise Dienstleistungen zur IT- und Straßenbeleuchtung umfassen.
Schwestergesellschaften der OVAG sind über den OVVG-Konzern die Verkehrsgesellschaft Oberhessen (VGO) und die ovag Netz GmbH.
Als Messstellen- und Verteilnetzbetreiber verantwortet die ovag Netz GmbH die Betriebsführung und den Ausbau des Energieversorgungsnetzes, welches von der OVAG gepachtet ist. Das Netzgebiet umfasst rund 3.000 km² und erstreckt sich über den Landkreis Gießen, den Vogelsbergkreis, den Wetteraukreis und den Main-Kinzig-Kreis.

## Geschichte
Die Oberhessischen Versorgungsbetriebe gehen auf das Engagement des Provinzialdirektors Dr. Andreas Breidert und des Landforstmeisters Dr. Karl Weber zurück. Mit dem Plan die Elektrifizierung Oberhessens mit dem Verkauf von Trinkwasser zu finanzieren, gründeten sie das Wasserwerk in Inheiden. Der darauffolgende Bau der Strom-Überlandanlage für die Provinz Oberhessen gilt als die Geburtsstunde der Oberhessischen Versorgungsbetriebe. Am 1. April 1912 übernimmt der Ingenieur Richard von Stadler die Bauleitung zur Errichtung der Anlage, welche den erzeugten Strom aus dem Kraftwerk in Wölfersheim in der Region verteilen sollte. Bereits ein Jahr nach Baubeginn können 15 Gemeinden mit Strom versorgt werden. Dabei waren Södel und Dorheim die ersten Orte, in denen elektrisches Licht leuchtete.
Im Jahr 1923 wurde dann das Wasserkraftwerk in Lißberg in Betrieb genommen und die Überlandanlage in „Überlandwerk Oberhessen“ umbenannt. Bei der Auflösung der Provinz Oberhessen zum 1. Juli 1937 wurde unter Beteiligung der fünf oberhessischen Kreise Alsfeld, Büdingen, Friedberg, Gießen und Lauterbach der „Zweckverband Oberhessische Versorgungsbetriebe“ (ZOV) gegründet, was eine Enteignung durch das NS-Regime verhinderte.
Um die Leistungsfähigkeit des ZOV zu erhöhen, wurde 1972 die „Oberhessische Versorgungsbetriebe AG“ (OVAG) als Tochtergesellschaft des Zweckverbands gegründet. 1994 wurde mit dem Einstieg in den Öffentlichen Personennahverkehr (ÖPNV) unter dem Dach des ZOV die „Oberhessische Versorgungs- und Verkehrsgesellschaft mbH“ (OVVG) ins Leben gerufen, unter deren Dach die OVAG heute eine der Beteiligungen ist.
2002 gliederte die OVAG im Zuge der Liberalisierung der Energiemärkte den gesamten Geschäftsbetrieb „Vertrieb und Marketing“ der Stromversorgung aus, wodurch die ovag Energie AG entstand.
Des Weiteren erwarb die OVAG im gleichen Jahr die HessenEnergie GmbH mit Sitz in Wiesbaden von der Landesbank Hessen-Thüringen, um Projekte zur rationellen Energieanwendung und zur Nutzung erneuerbarer Energien weiter voranzutreiben. Unter anderem übernahm die HessenEnergie GmbH 2003 den Betrieb des Windenergieparks Vogelsberg, der als erster Windpark im deutschen Binnenland bereits 1990 von der OVAG errichtet worden war.
Ihr 100-jähriges Bestehen feierte die OVAG-Gruppe im Jahr 2012. Weitere Investitionen in die Zukunft des Unternehmens und in die Energiewende folgten. Im September 2012 wurde die Biogasanlage der OVAG in Wölfersheim-Berstadt eingeweiht, welche seither von der Biogas Oberhessen GmbH & Co. KG, einem 100%igen Tochterunternehmen der OVAG, betrieben wird. Zudem gingen in diesem Jahr der Solarpark in Linden und der Solarpark Wölfersheim mit einer jährlichen Gesamtleistung von 10 Megawatt ans Netz.
Im Jahr 2018 erweiterte die OVAG das Ladenetzwerk für Elektrofahrzeuge im eigenen Versorgungsgebiet auf über 60 Ladesäulen. Dieses Projekt (HA-Projekt-Nr.: 560/17-42) wurde aus Mitteln des Förderprogramms Elektromobilität in Hessen gefördert.
Im Juni 2019 wurde die ovag Energie AG auf die OVAG verschmolzen.
Im September 2019 wurde bekannt, dass der Bundestagsabgeordnete Oswin Veith ab 1. Januar 2020 hauptamtliches Mitglied des Vorstandes der OVAG wird. Der CDU-Politiker wird dafür sein Bundestagsmandat im Februar 2020 niederlegen.

## Beteiligungen
Folgende Beteiligungen werden von den Oberhessischen Versorgungsbetrieben gehalten (Stand Juni 2019):
- Biogas Oberhessen GmbH & Co. KG 100 %
- HessenEnergie Gesellschaft für rationelle Energienutzung mbH 100 %
- hessenWIND IV GmbH & Co. KG, Wiesbaden 97 %
- Oberhessische Gasversorgung GmbH, Friedberg (Hessen) 50 %
- ovagSolar Stadt Linden GmbH & Co. KG, Friedberg (Hessen) 50,0 %
- Wölfersheim-ovag Energie GmbH, Wölfersheim 50,0 %
- Windpark Kommunalwald Kopf & Köppel GmbH & Co. KG, Friedberg (Hessen) 50 %
- Windpark Kommunalwald Kirtorf GmbH & Co. KG, Kirtorf 50 %
- Butzbacher Netzbetrieb GmbH & Co. KG 43,38 %
- Wettertal Netz Bad Nauheim GmbH & Co. KG 49 %
- Gemeinschaftskraftwerk Bremen GmbH & Co. KG, Bremen 4,95 %

## Auszeichnungen
- 2012: Auszeichnung „Vorreiter der Energiewende“ der Deutschen Umwelthilfe.[10]
- 2012: Deutscher Kulturförderpreis in der Kategorie Mittlere Unternehmen für den OVAG-Jugend-Literaturpreis.[11]
- 2018 und 2019: Herausragender Regionalversorger der Deutschen Gesellschaft für Verbraucherstudien (DtGV).[12]
- 2019: UN-Dekade Biologische Vielfalt für das OVAG-Naturschutzprojekt „Unterricht in der Natur“.[13]
- 2019: Zum 9. Mal Top-Lokalversorger des Energieverbraucherportals.[14]
- 2019: Testsieger „Klassische Stromanbieter überregional“ des Deutschen Instituts für Service-Qualität im Auftrag von n-tv.[15]